# NGC 6386
NGC 6386 is een spiraalvormig sterrenstelsel in het sterrenbeeld Draak. Het hemelobject werd op 8 juni 1883 ontdekt door de Amerikaanse astronoom Lewis A. Swift.

## Rastaban
Vanaf de aarde gezien bevindt het stelsel NGC 6386 zich een halve graad ten noordwesten van de betrekkelijk heldere ster Rastaban (beta Draconis). Deze ster vormt de zuidwestelijke hoek van het gemakkelijk waarneembaar vierhoekig asterisme dat de kop van de draak uitbeeldt. Amateurastronomen kunnen Rastaban aanwenden als gidsster om het sterrenstelsel op te sporen.

## Synoniemen
- MCG 9-29-4
- ZWG 277.45
- ZWG 278.2
- NPM1G +52.0282
- PGC 60367